# Ana Quiñonez
Ana Gabriela Quiñonez (ur. 4 czerwca 1999) – ekwadorska lekkoatletka specjalizująca się w skoku o tyczce.

## Rekordy życiowe
- skok o tyczce – 3,90 (2016, 2018, 2019) rekord Ekwadoru